# Bezirk Frauenfeld
Bezirk Frauenfeld är ett av de fem distrikten i kantonen Thurgau i Schweiz. 
Distriktet har cirka 66 000 invånare.
Distriktet består av 23 kommuner:

- Basadingen-Schlattingen
- Berlingen
- Diessenhofen
- Eschenz
- Felben-Wellhausen
- Frauenfeld
- Gachnang
- Herdern
- Homburg
- Hüttlingen
- Hüttwilen
- Mammern
- Matzingen
- Müllheim
- Neunforn
- Pfyn
- Schlatt
- Steckborn
- Stettfurt
- Thundorf
- Uesslingen-Buch
- Wagenhausen
- Warth-Weiningen

Samtliga kommuner i distriktet är tyskspråkiga.